# Frank Schwemmer

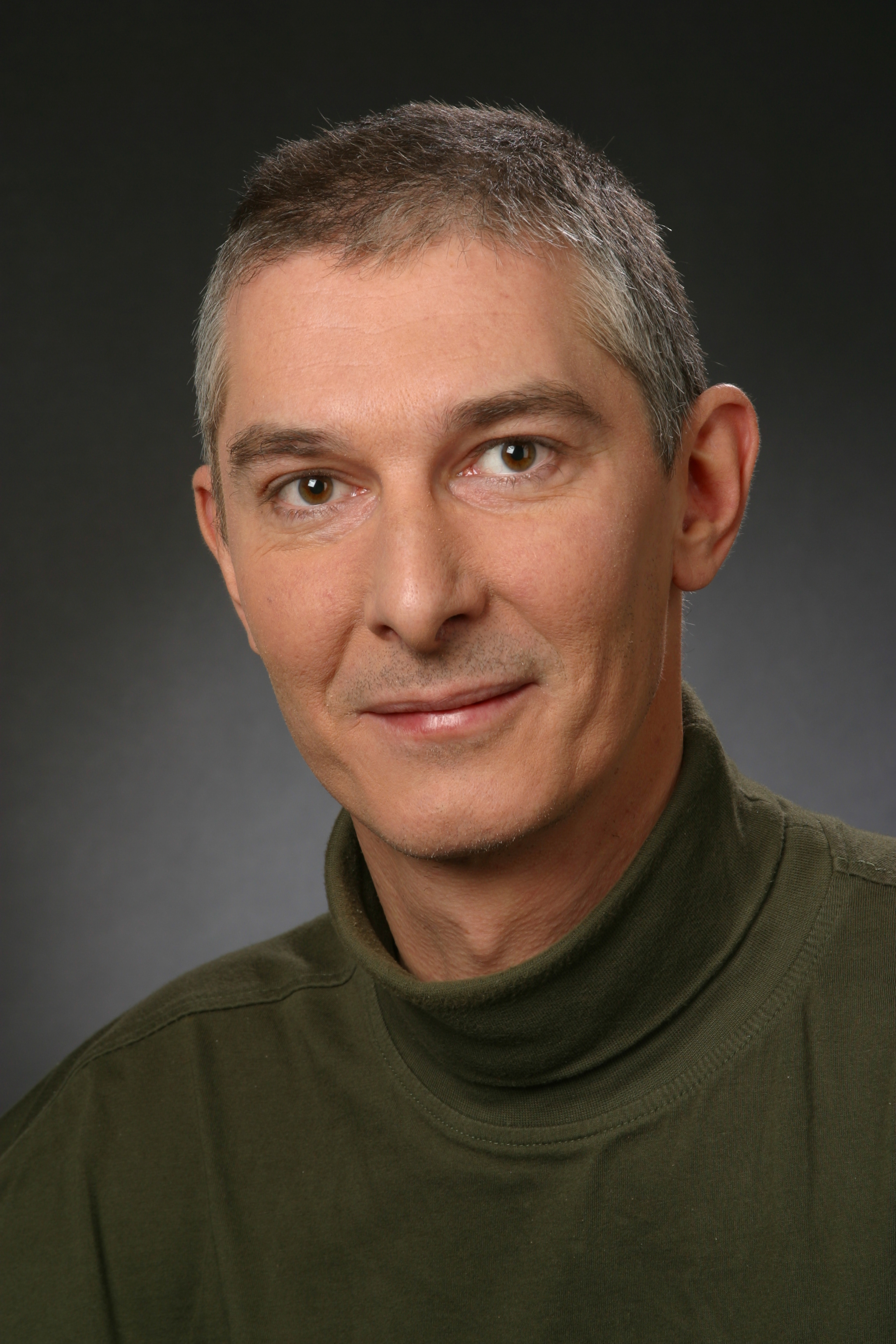
Porträt von Frank Schwemmer

Frank Schwemmer (* 1961 in Berlin) ist ein deutscher Komponist und Sänger.

## Leben
Seine erste musikalische Ausbildung erhielt er 1964 (Violine, Klavier). Ab 1978 gab er erste Konzerte als Gitarrist, Violinist und Sänger. Nach seinem Abitur 1980 begann er das Studium der Schulmusik an der Hochschule der Künste Berlin. Kammermusikalische Kompositionen schuf er seit 1979, in diesem Zeitraum absolvierte er ein privates Kompositionsstudium in Berlin und Wien. Seit 1983 ist Schwemmer freischaffend als Komponist und Sänger tätig. Er ist verheiratet mit der Malerin Irene Suhr.
Seine Werke fanden den Weg auf zahlreiche Bühnen im In- und Ausland, so an die Komische Oper Berlin, die Deutsche Staatsoper am Rhein, das Badische Staatstheater Karlsruhe, Die Norwegische Nationaloper Oslo, das Opernhaus Zürich, das Theater Erfurt, und weitere. Im Zentrum des kompositorischen Schaffens steht bei Frank Schwemmer die vokale Musik.
Seine Werke erschienen bei den Verlagen Boosey & Hawkes, Carus-Verlag, Berliner Chormusik-Verlag/Edition Musica Rinata und dem Verlag Neue Musik.

## Preise
- 2. Preis, Kompositionswettbewerb für eine große biblische Oper des Konsistoriums der EKBO (1988), Stipendiat der Käthe-Dorsch-Stiftung, Sonderpreis beim Opernkompositionswettbewerb der Gasag/Neuköllner Oper 1997, Verleihung der Geschwister Mendelssohn – Medaille 2014 durch den Berliner Chorverband.

## Werke

### Opern
- 1986 Nebukadnezar (UA Lindenkirche Berlin)
- 2000 Der kleine Muck (UA 2001 Berliner Kammeroper)
- 2001 Angela – Eine Nationaloper (UA 2002 Neuköllner Oper Berlin)
- 2004 Der Reiter mit dem Wind im Haar (UA 2005 Komische Oper Berlin)
- 2007 Medea Stimmen, Kammeroper nach dem Roman von Christa Wolf, für sechs Soli (S, S, Ms, T, T, Bar) und Kammerorchester (Auftragswerk: Radialsystem V, Volkert Uhde, Jochen Sandig, UA Oktober 2007 ebenda)
- 2008 Robin Hood, Abenteueroper in 15 Bildern. Libretto: Michael Frowin, für elf Soli, Kammerorchester, Kinderchor, Männerchor (Auftragswerk für die Komische Oper Berlin)
- 2012 Die Schatzinsel, Piratenoper in 3 Akten. Text: Michael Frowin. 14 Soli, Orchester, Männerchor. (Auftragswerk für das Opernhaus Zürich)
- 2014 Küchenoper, mobile Oper für Kinder ab 3 Jahren. Text: Margrit Duerr. Für Solosopran, Solobass und Solovioline, sowie diverses Percussions – Kücheninstrumentarium (Auftragswerk der Taschenoper Lübeck)
- 2016 Macbeth, große Choroper für gemischte Chöre, Solo-Sopran, Solo-Bariton, Kammerorchester, Percussions. (Auftragswerk: Cantus Domus) UA Dezember 2016
- 2021 Der Atlantis-Code, Kammeroper für Sopran, Mezzosopran, Tenor, Kammerorchester (V. Vla. Vc. Hfe. Perc.), Libretto Michael Frowin (Auftrag: Philharmonie Luxembourg) UA Februar 2022
- 2023 Wer braucht heut noch Peter Pan, Familienoper für  6 Soli, Kinderchor, 6 Pirat*innen, Sinfonieorchester. Libretto Michael Frowin (Auftrag: Philharmonie Luxembourg) UA Mai 2024

### Vokalwerke (Auswahl)
- 1995 In lectulo meo, drei Hoheliedmotetten für fünf- bis zwölfstimmigen Chor (Auftragswerk: Ars nova Ensemble Berlin, Prof. Peter Schwarz)
- 1999 Als welkten in den Himmeln ferne Gärten, fünf Stücke für Männerquartett nach Texten von Rainer Maria Rilke (Auftragswerk: Atrium Ensemble Berlin)
- 2001 So gib mir einen Kuss, Volksliedbearbeitungen für fünfstimmig gemischten Chor
- 2002 Obwohl der Jäger geschossen hatte, Volksliedbearbeitungen für fünfstimmig gemischten Chor
- 2003 Grieve not, drei Stücke für Frauenchor, nach Texten von James Joyce (Auftragswerk: Berliner Mädchenchor, Sabine Wüsthoff)
- 2004 Magnificat, für zwei Solosoprane und Chor (alternativ: Sprecher, Auftrag: Ars nova Ensemble Berlin, Prof. Peter Schwarz)
- 2005 Der Froschkönig, Märchenoratorium für Männerquintett (dabei ein Schauspieler)
- 2005 Psalm 31, für gemischten Chor in verschiedenen Sprachen, für gemischten Chor (Auftragswerk: Lilienfelder Cantorei, Klaus-Martin Bresgott)
- 2006 Abbey road, das komplette Beatles-Album, a cappella, für Männerquartett (arrangiert für das Atrium Ensemble Berlin), UA Mai 2008
- 2009 Was ich wollte, drei Eichendorff-Monologe für vier- bis achtstimmiges Männerensemble; für Klaus-Martin Bresgott und das Vocalconsort Berlin
- 2010 Morgen Herr bin ich bei Dir, drei Choralmotetten für achtstimmigen gemischten Chor (S, A, T, B); nach Texten von Thomas Bernhard sowie aus dem Buch Hiob, komponiert im Auftrag von Klaus-Martin Bresgott für die Lilienfelder Cantorei
- 2010 Preces et responses, vierstimmige Liturgie für vierstimmigen gemischten Chor a cappella, Auftragskomposition von Stefan Schuck für das Festival of Lessons and Carols am 18. Dezember 2010 in der Kirche am Hohenzollernplatz Berlin
- 2010 Dies ist der Tag, den Gott gemacht, für vier- bis achtstimmigen Chor a cappella; nach einem Text von Christian Fürchtegott Gellert, Auftragskomposition von Stefan Schuck für das Festival of Lessons and Carols am 18. Dezember 2010 in der Kirche am Hohenzollernplatz Berlin
- 2011 Du bist mein Schlaf, Musikalisches Triptychon Für 8-stimmigen Chor oder Solistenensemble. Nach Gedichten von Christian Lehnert und Rainer Maria Rilke für das Athesinus Consort Berlin Im Auftrag des Kulturbüros des Rates der EKD
- 2012 Der brennende Dornbusch, 3 Motetten für 4-5stimmigen, gemischten Chor a cappella, nach Gedichten von Christian Lehnert(Auftragswerk: Lilienfelder Cantorei, Klaus Martin Bresgott)
- 2012 Im Leuchtfeuer, 2 Stücke für 5-stimmiges Frauenensemble nach Texten von Rose Ausländer
- 2013 Am Abend, am Morgen, Chorfantasie für gemischten Chor, Solistenquartett und Sprechchor nach dem gleichnamigen Gedichtzyklus von Christian Lehnert. (Auftragswerk von Cantus Domus Junger Chor Berlin)
- 2014 Spruchmotette, für 12-stimmigen, gemischten Chor, Alt-Saxophon und Schlagzeug nach Texten von Martin Luther King und Martin Luther (Auftragswerk: Athesinus Consort Berlin, Klaus-Martin Bresgott). Den Mittelsatz bildet die Choralfantasie über das Lied von Martin Luther Aus tiefer Not schrei ich zu dir
- 2014 Winde wehn, Schiffe gehn, 6 Lieder vom Weggehen und Ankommen, Volksliedbearbeitungen für gemischten Chor a cappella, UA 2017 durch den Rundfunkchor Berlin und Bancanta, unter der Leitung von Gijs Leenaars und Tobias Walenciak.
- 2015 Flucht, Motette für Doppelchor und Schlagzeug, komponiert für den RIAS Kammerchor und die Junge Kantorei Hermannswerder. Auftragswerk: Hoffbauer-Stiftung Potsdam.
- 2018 alfabet, Chorfantasie für 19 Vokalsolisten und Schlagzeug, beauftragt und komponiert für das Vocalconsort Berlin zu seinem 15-jährigen Bestehen. Nach Texten aus dem Langgedicht alfabet von Inger Christensen. UA am 22. Februar 2019 im Radialsystem V, Berlin, Leitung Ralf Sochaczewsky
- 2020 Das Mädchen ohne Hände, Dramatisches Märchenmosaik für gemischten Chor und Kammerorchester. Nach dem Originalmärchen der Gebrüder Grimm sowie Texten aus Des Knaben Wunderhorn und Gedichten von Elisabeth Borchers. Auftrag des RIAS Kammerchor Berlin
- 2022 a watta Mobilé für bewegten Ernst, 14 Miniaturen nach Gedichten von Ernst Jandl, Für Solistenquartett und Sprecher/in
- 2024 Domine Deus, salutis meae, Psalm 88 für 8-stimmigen, gemischte Chor, a cappella. Auftragskomposition von Stefan Schuck für das Ensemble Sirventes, zum Jubilumsjahr Palestrinas. UA 06.04.2025

### Weitere Werke (Auswahl)
- 1988 Kantate I für Mezzosopran, fünf Celli, Kontrabass und Kammerchor
- 1991 Der Ball ist rund für das Tanztheater Bremen
- 1993 8 Galgenlieder nach Texten von Christian Morgenstern, für Solistenquartett, Streichorchester und Klavier
- 1996 Kantate II für Sopran, vier Celli, Kontrabass und Kammerchor
- 1998 Messeschlager Gisela, nach Gerd Natschinski, Arrangement für die Neuköllner Oper, Inszenierung Peter Lund
- 2000 Monocantus für Violoncello und Klavier (Auftragswerk: Athesinus Consort)
- 2006 Liebes-Lied für Mezzosopran und Streichquartett nach R.-M. Rilke
- 2006 Spielzeit, Kantate zur Spielzeiteröffnung eines Theaters, für vier Soli (Sopran, Mezzosopran, Tenor, Bassbariton), Chor, sechs Schauspieler, Kammerorchester (zwei Trompeten, Solo-Violine, Klarinette in B, Fagott, Schlagwerk), Auftragswerk: Theater Freiberg, UA Juni 2007
- 2006 zwei Stücke für Mezzosopran und Vibraphon, nach Texten von Mascha Kaléko
- 2006 Psalm 31 (miserere) für vier- bis achtstimmigen gemischten Chor (S, A, T, B); nach Texten des 31. Psalms in verschiedenen Sprachen.
- UA 9. April 2006 durch Lilienfelder Cantorei, Leitung Klaus-Martin Bresgott
- 2007 Ode an die Katze für Sopran und Kontrabass, Text: Pablo Neruda, UA August 2007, Leipzig
- 2010 Fantasie für einen starken Engel für Mezzosopran und Instrumentalquartett (Klavier, Klarinette in B, Violine, Cello). Nach Texten aus der Offenbarung des Johannes. Für Natalie Miller, Auftragswerk der Kirche in Berlin-Wartenberg.
- 2010 Morgen Herr bin ich bei Dir, 3 Choralmotetten für 8-stimmigen, gemischten Chor (S, A, T, B). Nach Texten von Thomas Bernhard und aus dem Buch Hiob.(Auftragswerk: Lilienfelder Cantorei, Klaus Martin Bresgott)
- 2012 Die Bremer Stadtmusikanten, kammermusikalische Dichtung für 3 Posaunen und Schlagzeug
- 2015 Aus der Schwärze des Schweigens, Kantate für Soli (S, A, T, B), gemischten Chor, Kammerorchester (Streicher, 2 Oboen, 2 Trompeten, 2 Fagotte, Schlagwerk) und Orgel. Zum Ende des Zweiten Weltkrieges, Auftragswerk: Bach Gesellschaft Berlin, Cornelius Häußermann
- 2017 Unser Gott, Kantate für Soli (S, A, T, B), gemischten Chor, Streichquintett, 3 Oboen, und Orgel über das Luther-Lied Ein feste Burg ist unser Gott. Aus Anlass der 500-Jahr-Feier der Reformation. Auftragswerk: Bach Gesellschaft Berlin, Cornelius Häußermann
- 2017 Minotaurus – mein halber Bruder, Sinfonische Szenen, für Solo – Mezzosopran (Ariadne), Solo – Bariton (Asterion – der Minotaurus), Gemischten Chor und Großes Orchester (Auftragswerk von: Junges Ensemble Berlin, Vinzenz Weissenburger)
- 2018 Gott ist gegenwärtig, Motettenkantate für großen gemischten Chor, gemischten Kammerchor, Solo – Mezzosopran, Blechbläserensemble, Streicher, Klavier, Orgel und Schlagwerk. Komponiert für die Chöre des Evangelischen Kirchenkreises Teltow – Zehlendorf. Im Auftrag des Konventes der Kirchenmusiker und Kirchenmusikerinnen des Evangelischen Kirchenkreises Teltow-Zehlendorf in der Evangelischen Kirche Berlin – Brandenburg – schlesische Oberlausitz (EKBO)
- 2019 Das fließende Licht, Motettenkantate nach Texten von Mechthild von Magdeburg und Marie Luise Kaschnitz, für großen gemischten Chor, gemischten Kammerchor, Solo – Mezzosopran, Blechbläserensemble, Streicher, Klavier, Orgel und Schlagwerk. Komponiert für die Chöre und Instrumentalensembles des Evangelischen Kirchenkreises Spandau, im Auftrag des Konventes der Kirchenmusiker und Kirchenmusikerinnen des Evangelischen Kirchenkreises Spandau in der Evangelischen Kirche Berlin – Brandenburg – schlesische Oberlausitz (EKBO)
- 2025 Passio, Musik zur Sterbestunde Jesu nach Texten von Christian Lehnert. Für 2 Solosoprane, Solistenquintett/Kammerchor, Sprechchor und Kammerorchester,   Auftragskomposition von Cornelius Häußermann für die Paulusgemeinde, Berlin Zehlendorf. UA 18.04.2025

## Tonträger-Veröffentlichungen
- Frank Schwemmer: Perlmuttfalter. Contemporary Choral Music for mixed choir a cappella. Athesinus Consort Berlin, Klaus-Martin Bresgott, Carus 83.464, Deutschlandfunk Kultur, 4009350834644
- Verschiedene Werke auf den CDs: Sorget nicht / Uraltes Wehen / Meine Seele, mein Gott / der Lilienfelder Cantorei, sowie Luthers Lieder mit dem Athesinus Consort Berlin, Carus-Verlag
- Atrium Ensemble: Als welkten in den Himmeln ferne Gärten. Gleichnamiger Zyklus für Männerquartett nach Texten von Rainer Maria Rilke

### ZuAngela – Eine Nationaloper
Diese Oper von Schwemmer (Musik) und Michael Frowin (Libretto) entstand nach Motiven aus dem Buch „Das Mädchen und die Macht“ von Evelyn Roll. Die Uraufführung durch die Neuköllner Oper mit Kathrin Unger (Sopran) in der Titelrolle fand am 18. August 2002 im damals noch im Bau befindlichen U-Bahnhof Reichstag  statt. Die musikalische Leitung hatte Hans-Peter Kirchberg, die Regie Robert Lehmeier. Das Bühnenbild stammte von Tom Musch.

#### Musikalische Formen
Ein Ensemble aus Piano, Schlagwerk, Celli und Saxophonen entwickelt dabei mit dem achtköpfigen Chor nicht nur beachtliche Klangvolumina, sondern große Klangbilder. Es ergeben sich Erinnerungen an Kurt Weills „Kleine Dreigroschenmusik“, den „Four Brothers“-Saxophonsatz von Woody Herman, an Debussy-Sätze. Die Solisten müssen sowohl mit Neutönern wie auch mit Heimatliedklängen in schnellem rhythmischem Wechsel zurechtkommen.

#### Inhalt
Es geht um die beispiellose Politikkarriere Angela Merkels bis zu ihrer Wahl zur Bundesvorsitzenden der CDU im Jahr 2000. Dabei wird das Innenleben einer Partei gezeigt, die von verfestigten Strukturen männlicher Machtpolitik geprägt ist und selbst in einer Krise eher bereit ist, die potentielle Hoffnungsträgerin in bis dahin unvergleichbarer Weise zu demontieren als eigene Pfründe aufzugeben. In dramatisch durchaus konventioneller Art werden in realitätsnahen und doch fiktiven Bildern Stationen der Karriere von Angela M. in Konfrontation mit den Figuren Stoiber, Schäuble, Glos, Westerwelle und Koch gezeigt und zu Gehör gebracht.